# 和静县
和静县（維吾爾語：خېجىڭ ناھىيىسى‎），是中华人民共和国新疆维吾尔自治区巴音郭楞蒙古自治州的县。1947年设和靖县，1965年改和静县，总面积为34976平方公里。2020年人口为14.79万人，其中汉族占一半有余，维吾尔族约占1/4，蒙古族约4万人，其中占全县面积约2/3的西部巴音布鲁克区，为蒙古族聚居区。

## 歷史
和静历史悠久，距今3000年左右，和静境内就有古人类生息。春秋时期有姑师人在这一带活动。汉代为焉耆国，隸西域都護府。涼、北朝先後統治，唐貞觀二十二年（648年），設置焉耆都護府，為安西四鎮之一。後屬西州回鶻。蒙古帝國滅西遼後先后分属察合台汗国和叶尔羌汗国。明末，葉爾羌亡於準噶爾。準噶爾汗國後來又被清朝所滅。
清乾隆三十六年（公元1771年），衛拉特蒙古土尔扈特部从俄国境內伏尔加河流域东归。乾隆皇帝封渥巴锡一支为旧土尔扈特部，其中南路盟四旗共五十四蘇木驻牧珠勒图斯及开都河流域（今巴音布鲁克草原等地）。民国二十七年（1939年）新疆省政府廢除境內蒙古王公和盟旗制度，在此成立和通县，后改名和靖县。1945年8月7日，三区革命临时政府发布17号令把开都河流域的巴音布鲁克游击队实控的和靖县西部珠勒都斯地区单独划出成立尤鲁都斯县，县政府设在后来的巴音布鲁克区驻地，设巴伦、察腾、谢米尔、对努尔4个乡政府。1949年10月后，尤鲁都斯县归伊犁专署管辖。1950年4月12日,焉耆专员公署成立，和靖县隶属焉耆专区。1950年6月和靖县人民政府成立。1950年6月24日，新疆省人民政府主席包尔汉致电焉耆专区行政公署专员郑国卿，同意尤鲁都斯县并入和靖县。1950年9月焉耆地工委工作组派出工作组到珠勒都斯草原，宣布尤鲁都斯县合并到和靖县，成立和靖县第五区、1958年改称巴音布鲁克区。1954年6月23日撤销焉耆专区，成立巴音郭楞蒙古自治区（自治州），和靖县隶属巴音郭楞。1965年11月3日，改名为和静县。

## 人口
2020年末，根据第七次人口普查数据显示：全县常住人口为147859人。

## 地理
和静县地处天山中段南麓，巴音郭楞蒙古自治州西北部，是连接南北疆的重要交通枢纽，周边与伊犁、昌吉、阿克苏等多个地区17个县市毗邻，东邻吐鲁番盆地，南连库尔勒市，西接伊犁谷地，北越天山与乌鲁木齐等相连。和静县县域地形呈东西长、南北宽、西北高、东南低，由山间盆地、山地峡谷和山前平原三大块构成。
和静县气候类型属于中温带大陆性干燥气候，四季分明，干燥少雨，光热条件充足，无霜期长。年平均气温8.8℃；年降雨量68毫米；年蒸发量2100毫米；年日照时数2942小时；全年无霜期为183天；年平均大风日数22天。

## 行政区划
和静县下辖8个镇、4个乡：
和静镇、巴仑台镇、巴润哈尔莫墩镇、哈尔莫墩镇、巴音布鲁克镇、巩乃斯镇、乃门莫墩镇、协比乃尔布呼镇、克尔古提乡、阿拉沟乡、额勒再特乌鲁乡、巴音郭楞乡和新疆生产建设兵团二十一团。

## 交通
和靜縣有 216国道、 217国道、 218国道以及南疆铁路穿過。

## 旅游
- 巴音布鲁克大草原：位于和静县城西北部。海拔2000～2500米。东西长270公里，南北宽136公里，总面积为23835平方公里。四周山体海拔均在3000米以上。为典型的高寒草原草场、高寒草甸草场、高寒沼泽草场和山地草甸草场。距库尔勒市360公里。巴音布鲁克大草原地处天山隆起带的山间盆地，属中生代山间断陷。盆底被第四纪沉积物覆盖。是集山岳、盆地、草原为一体的自然风景区。
- 奎克乌苏石林：位于巴音布鲁克以西120公里，是200万年前天山造山运动形成的一组造型奇特的高山石林。坐落在天山腹地，海拔3202米，长约9公里，宽约5公里，相对高度30米左右。为风蚀半胶结砂砾岩层结构。是典型的雅丹地貌。
- 巩乃斯森林公园：地处巴音布鲁克西北古生代褶皱基础上，受第三纪晚期以后的新构造影响迅速抬升而形成的山脉。为流水侵蚀和剥蚀带。平均海拔2032米。有100多条沟系组成。其中，巩乃斯沟为主要沟系最著名。沟长为约40公里，宽800米。河谷阶地上端生长着天山云杉纯林，以下依次为云杉、桦树、山杨、山柳等混交林。草原类型属于山地草甸草场和森林草甸草场。
- 阿尔先温泉：阿尔先温泉距国道218线28公里，海拔2200米。在长360米，宽30米的谷底，一字排开分布着14眼泉眼，水温均在43℃～63℃之间。
- 天鹅湖自然保护区：位于巴音布鲁克草原珠勒图斯山间盆地，天鹅湖就坐落在巴音布鲁克草原的东南部。位于巴音郭楞乡西南方向，距离巴音布鲁克区政府约60公里。是由开都河蜿蜒曲折在盆地中穿过一个长30公里，宽约10公里，总面积300多平方公里的湖泊沼泽星罗棋布的一大片水域，是各种禽鸟理想的栖息之地。1986年被批准为第一个国家级天鹅自然保护区。

## 全國重點文物保護單位
- 满汗王府：位於县城中心，是旧土尔扈特卓哩克图汗满楚克札布的王府。建于1919年，由满楚克札布的叔父、五世生钦活佛多布栋策楞车敏为其设计。王府为青灰色砖木结构的宫殿式王宫，坐北朝南，有房间约60间。其正殿为两层，一楼为行政及处理日常事务之所，二楼则供奉有满汗王祖宗的神位。正殿两侧为东宫、西宫，包括卧室、客厅、膳房、娱乐室、储藏室等。现为和静县民族博物馆。1999年公布为新疆维吾尔自治区文物保护单位，2013年公布为第七批全国重点文物保护单位。
- 察吾乎古墓群：位于和静县哈尔莫墩乡北部、天山南麓山前地带的察吾乎沟口至觉伦吐尔根村北面的洪积台地上，在方圆5平方公里的范围内有五片较大的墓地，共约两千余座墓葬。察吾乎沟古墓群是新疆目前发现的最大一处氏族公共墓地。墓葬密集，排列有序，规模宏大，石围墓、屈肢葬和带流彩陶器是其文化的主要特征。除3号墓地为东汉早期外，主要墓葬的年代大概在公元前1000至公元前500年。
- 巴仑台黄庙：清朝赐名“永安寺”，藏语名“夏尔布达尔杰楞”，蒙古语名“夏勒苏木库来”，後兩者均意为“黄教圣地”，是一座藏传佛教格鲁派寺院。2013年被定為第七批全国重点文物保护单位[8][9]。